# Бор-Чокрак (Сімферополь)
Бор-Чокра́к (крим. Bor Çoqraq), також Заводське (рос. Заводское) — мікрорайон у місті Сімферополь, в Центральному районі міста, колишнє село.

## Опис

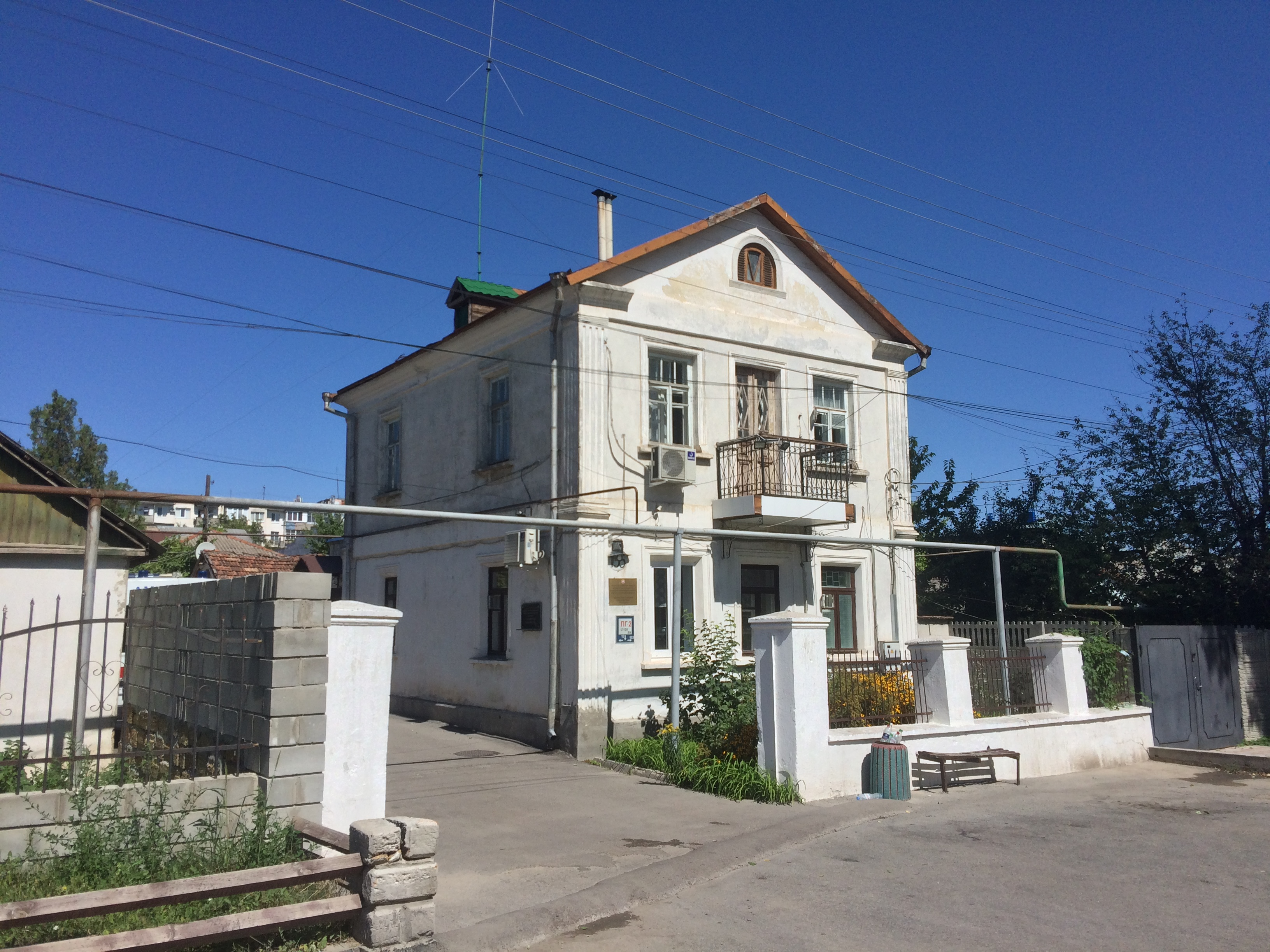
Станція швидкої допомоги на вул. Севастопольська, 155, 2018 рік.

Розташований по Севастопольській вулиці, між кордоном міста з селом Бадана (Перове) та аеропортом Заводське на заході, райном Новороманівка на півдні та Робочим селищем на півночі.
Головні вулиці: Севастопольська, Данилова, Барикадна, Озерна, Гавена.
В районі знаходився Сімферопольський телевізійний завод «Фотон», частина району досі має розмовну назву Телезавод.
На території району знаходиться джерело Бор-Чокрак, витік річки Слов'янка. Знаходиться на розі вулиць Севастопольської й  Данилова, Даниловський ставок на місці джерела поповнюється водою і по трубопроводу з району села Ягмурча (Фонтани).
До райну ходить тролейбус № 5.

## Історія
Вперше у джерелах Бор-Чокрак, як маєток, зустрічається у 1898 році. Як село вперше згадано у Статистичному довіднику Таврійської губернії 1915 року, за яким у селі Бор-Чокрак Підгородньо-Петрівської волості Сімферопольського повіту налічувалося 20 дворів.
За Списком населених пунктів Кримської АРСР за Всесоюзним переписом 17 грудня 1926 року, в селі Бор-Чокрак, центрі Бор-Чокракської сільради Сімферопольського району, числилося 210 дворів, з них 88 селянських, населення становило 804 особи, з них 643 росіян, 168 німців, 98 українців, 17 білорусів, 12 вірмен, 8 греків, 7 болгар, 11 євреїв, 1 татарин, 7 записано у графі «інші», діяла російська школа.
У передвоєнні роки село було околицею Сімферополя.
Після депортації кримських татар, у 1945 році Бор-Чокрак перейменовують у Заводське.
1957 року село включено до складу Сімферополя.